# Сан Бернардо (Удине)
Сан Бернардо (итал. San Bernardo) је насеље у Италији у округу Удине, региону Фурланија-Јулијска крајина.
Према процени из 2011. у насељу је живело 58 становника. Насеље се налази на надморској висини од 132 м.